# Теди Александрова
Теодора Александрова Асенова, по-известна като Теди Александрова, е българска попфолк певица.

## Биография
Родена е на 11 декември 1990 г. в Лом.

## Дискография
Студийни албуми
- Теди Александрова (2014)
- Ня'а проблем (2016)
- Сърце мое (2021)

## Награди
| Година | Получател         | Награда                                                | Връчител                                |
| ------ | ----------------- | ------------------------------------------------------ | --------------------------------------- |
| 2013   | "Kiss Me, Baby"   | Специална награда за най-гледан клип в PlanetaOfficial | Годишни музикални награди на ТВ Планета |
| 2015   | Теди Александрова | Най-прогресиращ изпълнител                             | Годишни музикални награди на ТВ Планета |
| 2019   | "Най-боли ме"     | Трио колаборация                                       | Награди на FolkPlus                     |
| 2020   | "Сърце мое"       | Любовна песен                                          | Награди на FolkPlus                     |
| 2021   | "Автомата"        | Дискотечен хит                                         | Награди на FolkPlus                     |
| 2023   | Теди Александрова | Клубен хит на годината                                 | VIP Awards 2023                         |
| 2023   | Теди Александрова | Принос за собствено творчество                         | VIP Awards 2023                         |
| 2024   | "AMG Истерия"     | Хит на годината                                        | Music Star Awards                       |